# Сілезькі Бескиди
Сіле́зькі Бески́ди (пол. Beskid Śląski, сіл. Ślůnski Beskid) — гірський масив у південній частині Сілезького воєводства Польщі, частина Західних Бескидів, з найвищими точками — Шкшичне (1257 метра) і Бараняча гора (1220 метрів).

## Опис
Масив складається з двох гірських хребтів, розділених долиною річки Вісла. Складний, в основному, з піщанику, часто відслоненого. Схили хребтів покриті буковими та хвойними лісами.
Тут також дуже багато печер, самі протяжні з яких: Вісляньська — 2073 метра, та Мехарська — 1808 метрів.
На території Сілезьких Бескидів розташований однойменний ландшафтний парк.
Поруч з містечками Вісла і Щирк розташовані гірськолижні траси.

## Фотогалерея
|                     |
| місто Бельсько-Бяла |

|                |
| хостел у горах |

|                       |
| село Блатня (Błatnia) |

|                           |
| верхня станція підйомника |